# Movimes
Els movimes són un poble indígena originari de l'Amazònia de Bolívia, assentat principalment en la província de Yacuma al departament de Beni.

## Població
Els movimes viuen en els municipis de Santa Ana del Yacuma, Exaltación de la província de Yacuma, San Joaquín de la província de Mamoré, San Ignacio de Moxos de la província de Moxos, i San Borja i Reyes de la província del General José Ballivián Segurola, en assentaments situats al llarg del riu Yacuma, en el curs inferior del riu Rapulo i en els rius Matos, Apere i Aperecito. Compten amb unes 270 comunitats, entre les quals: Santa Ana del Yacuma, Carnavales, Miraflores, San Lorenzo, Carmen de Iruyañez, 20 de Enero, Buen Día, 18 de Noviembre, Bella Flor, Ipimo i Navidad.
Els movimes eren unes 1.400 persones segons les dades del Cens Indígena Rural de Terres Baixes de 1994. Segons el cens Conniob (Confederació Nacional de Nacionalitats Indígenes i Originàries de Bolívia (2004), eren 7.100. La població que es va autoreconèixer com movima en el cens bolivià de 2001 va ser de 6.008 persones. Aquest número va augmentar a 18.879 en el cens de 2012.

## Idioma
El movima es considera una llengua aïllada. Fins ara no s'ha mostrat cap parentiu convincent amb cap altra llengua de la regió, malgrat algunes similituds lèxiques amb l'itonama.
Com assenyala Katharina Haude (2012), malgrat comptar amb centenars de parlants, el movima és considerat una llengua en perill d'extinció. Segons l'estudi de PROEIB Andes (2001), l'ètnia movima comptava amb 6.516 membres, dels quals el 76,4%  eren monolingües en castellà, i només un 0,5%  eren monolingües en movima; més encara, gran part dels parlants monolingües són ja adults o ancians, mentre que gairebé tots els nens són monolingües en castellà. Actualment existeixen una sèrie d'iniciatives per a promoure el manteniment de l'idioma, com, per exemple, la implementació de cursos en movima en diverses institucions.
Des de la promulgació del decret suprem núm. 25894 l'11 de setembre de 2000 l'idioma movima és una de les llengües indígenes oficials de Bolívia, el que va ser inclòs en la Constitució Política en ser promulgada el 7 de febrer de 2009.

## Història
El sacerdot Gregorio de Bolívar va ser el primer europeu que va contactar amb els movimes el 1621, esmentant que vivien des del marge esquerre del riu Mamoré per tot el riu Yacuma i els rius Rápulo, Apere, Maniquí i Matos. En 1700 el pare Altamirano va fer contacte amb ells esmentant que eren uns 20 000 en 80 poblacions petites.
La Companyia de Jesús va establir la missió de Moxos i va enviar al pare Baltasar Espinoza a fundar reduccions entre els movimes. Espinoza va fundar la missió de Sant Lorenzo en 1708, però va ser assassinat pels movimes el 26 de juny de 1709, la missió va ser abandonada. Després van fundar les missions de San Luis, San Pablo, Santa Ana, San Borja y Reyes.
En el marc de la llei n. 1715 als movimes se'ls va reconèixer la seva terra comunitària d'origen (TCO). La TCO Movima I es troba en el municipi de Santa Ana i va rebre el seu títol ejecutorial en 1996 amb 5517 hectàrees en les comunitats de Montes de Oro, San Joaquín del Maniquí i Cachuelita, comptant amb 80 famílies i 300 habitants. La TCO Movima II, amb una extensió de 70 000 km², va ser sol·licitada perquè el 80% del poble va quedar fora de la TCO Movima I.

## Economia
Tradicionalment els movimas abans del contacte amb els espanyols en el segle XVII eren agricultors semisedentaris que utilitzaven el sistema de terrasses, però a causa de les freqüents inundacions es complementaven amb la caça, la pesca i la recol·lecció de fruits.
La seva activitat econòmica principal actual és l'agricultura: arròs, blat de moro, cítrics, iuca, plàtan, zapallo, camote i fríjol.